# Иван III
Иван III Василевич Велики (на руски: Иван III Васильевич Великий) е велик княз на Московското княжество от 1462 до 1505 г. Той успява да присъедини към Московското княжество почти всички великоруски области, поставяйки основите на днешна Русия. Възползвайки се от разпадането на Златната орда, Иван III слага край на продължилата два и половина века зависимост на руските земи от монголите.
Женен за София Палеологина – племенница на последния византийски император, Иван III поставя и началото на имперските претенции на Русия. Той включва в герба си двуглавия орел на Източната империя, а на запазен негов печат от края на управлението му използва титлата „Иван, по божия милост господар на цяла Русия и велик княз владимирски и московски, и новгородски, и псковски, и тверски, и угорски, и вятски, и пермски, и български“. В отделни документи той се нарича дори цар.

## Произход и ранни години
Иван Василевич е роден на 22 януари 1440 г. от Мария Ярославна, дъщеря на княз Ярослав Боровски, в разгара на гражданските войни между баща му, великия княз Василий II и чичо му Дмитрий Шемяка. През 1446 г. Василий е пленен и ослепен, а Иван Василевич известно време е укриван в манастир, след което също е заловен от противниците на баща си. Той е сгоден по политически причини за Мария Борисовна, дъщеря на великия княз на Твер, и през 1452 г. се жени за нея.
През последните години от управлението на баща си Иван Василевич придобива известен опит в управлението. През 1452 г. формално е поставен начело на поход срещу Галич Мерски на север, а през 1458 г. участва в поход срещу Казанското ханство. След смъртта на Василий II на 27 март 1462 г. Иван III става велик княз на Московското княжество.

## Управление

### Войни и брак със София Палеологина
През 1463 г. Иван III завладява Ярослъвъл, а през следващите няколко години води няколко войни, които временно неутрализират Казанското ханство. През 1467 г. съпругата му умира, оставяйки го с един син, Иван Млади. През 1469 г. той получава предложение от римския папа да се ожени за Зоя Палеолог. Тя е дъщеря на Тома, деспот на Морея, и брат на последния византийски император Константин XI Драгаш, която след падането на Константинопол през 1453 г. живее в Рим, заедно със семейството си. През 1472 г. двамата се женят в Москва, като тя приема името София.

### Териториално разширение
Според различни оценки, по време на управлението на Иван III Московското княжество увеличава територията си повече от четири пъти. Това става за сметка на съседните руски княжества, както и на областите на изток, населени с угро-фински народи.
Една от първите значителни стъпки на Иван III е завладяването на Новгород, който от няколко века е самоуправляваща се аристократична република. Притеснени от разрастването на Московското княжество, жителите на Новгород сключват съюз с полския крал Кажимеж IV. Иван Василевич използва това като основание да ги обвини в отстъпничество от православието и през 1470 г. започва война срещу Новгород. След няколко успеха на московските войски, Новгород е принуден да сключи мир, като се отказва от съюза с Полша и отстъпва значителна част от териториите си.
През следващите години Иван непрекъснато търси повод за окончателното подчинение на Новгород. През 1477 г. той започва нова война и на 14 януари 1478 г. превзема града и присъединява всички негови владения към Московското княжество. Въстанията през 1479 – 1488 г. са потушени с екзекуции и масово изселване на знатните новгородски родове.
Останалите независими руски княжества са подчинени с по-малко усилия. Ростов е присъединен през 1474 г., а Твер през 1485 г. Извън владенията на Москва остават само Псков, подкрепил Иван III във войните срещу Новгород, и Рязан, който губи голяма част от владенията си.
През 80-те години Московското княжество завладява също Пермската и Вятската земя на изток.

### Отношения с монголите
При управлението на Иван III Московското княжество успява да отхвърли продължилата два и половина века зависимост от Монголската империя и нейните наследници. Още през 1467 – 1469 година той воюва срещу Казанското ханство, поддържайки претенциите към трона на владетеля на Касимското ханство, татарско владение по средното течение на река Ока, което постепенно се превръща в сателит на Москва. През 1478 година, окуражен от завладяването на Новгород, той отново напада безуспешно Казан.
През 1480 г. Иван III отказва да изплати редовния данък на Ахмат хан, владетел на Голямата орда, основната част от разпадналата се Златна орда. Когато монголите събират войски и се насочват срещу него, Иван Василевич бяга от предните линии и е принуден да се върне, едва след като ростовският епископ Васиян Патрикеев го обвинява публично в страхливост.
През октомври двете армии се разполагат една срещу друга на двата бряга на река Угра и последвалите събития остават известни като Стоенето на Угра. Монголската войска изчаква пристигането на подкрепления от литовските им съюзници. За разлика от Куликовската битка, разиграла се при подобни обстоятелства, руснаците не се осмеляват да нападнат. След като Кримското ханство, съюзник на Москва, започва военни действия срещу Литва, Ахмат хан решава да се оттегли. През 1481 г. Ахмат хан, подготвящ нов поход срещу Московското княжество, е нападнат и убит от Ивак, хан на Ногайската орда.
Възползвайки се от вътрешните междуособици в Казанското ханство, последвали смъртта на хан Ибрахим през 1479 година, през 1482 година Иван III за пръв път изпраща към Казан войски, въоръжени с артилерия. С няколко подобни похода през следващите години той си извоюва различни отстъпки, а на два пъти налага и смяната на владетеля. След двумесечна обсада през 1487 година той превзема Казан, поставя на трона своя кандидат Мьохамад Амин и превръща Казанското ханство в зависима от Москва държава, като започва да използва титлата „български княз“.
Иван III запазва съюзническите отношения с другия си голям мюсюлмански съсед, Кримското ханство. Чрез неговия владетел Менгли I Гирай той установява дипломатически отношения с Османската империя и през 1495 г. в Константинопол пристига първият руски посланик.

### Отношения с европейските държави
Със засилването на Московското княжество то постепенно придобива известност в Европа. Освен с Папската курия, то установява дипломатически връзки със Свещената Римска империя, Унгария, Молдова, като император Максимилиан I дори нарича Иван III в кореспонденцията им свой „брат“.
Иван III сключва с датския крал Ханс съюз, насочен срещу Швеция. Той строи в Ингрия крепостта Ивангород, която се оказва особено полезна в последвалата Руско-шведска война, започнала след прогонването на търговците от Ханзата от Новгород.
По-нататъшното разширение на московските владения на запад е улеснено от смъртта на Кажимеж IV през 1492 г. Новият велик княз на Литва Александър е слаб и нерешителен и се опитва да се предпази от нападенията на Московското княжество като се жени за Елена, дъщеря на Иван III. Въпреки това агресивното поведение на тъста му продължава и през 1499 г. двете страни отново са във война. През 1500 г. литовците претърпяват поражение при Ведроша, а през 1503 г. Александър сключва мир, като отстъпва на Московското княжество Чернигов, Новгород Северски, Стародуб, Гомел, Брянск, Торопец, Мценск, Дорогобужи и други. По същото време и Ливонският орден започва да плаща данък на Москва.

### Последни години и спорове за наследството
Управлението на Иван III е свързано и със значителна централизация на държавата, като са поставени основите на руското самодържавие. Започва да изгражда централния апарат на властта, съставен е Съдебникът от 1497 г. Старата патриархална система на управление е премахната и монархът вече не се съветва с болярите по политически въпроси. Техните права са силно ограничени, като те са поставени в зависимост от владетеля.
След 1485 г. се оформя архитектурният комплекс на Московския Кремъл. Там се строят Камбанарията на Иван Велики, Грановитата палата и други, а през 1479 г. е завършена постройката на каменния Успенски събор. По заповед на Иван III византийският монах Максим Грек превежда гръцки и латински църковни книги на руски.
Последните години от управлението на Иван III са свързани с дворцови интриги около неговото наследяване. Под натиска на втората му съпруга София първоначално определения за наследник първороден син Дмитрий е отстранен. За наследник на трона е обявен първият син на Иван III от София, Василий.
Иван III умира на 27 октомври 1505 г. Погребан е в Архангелския събор на Московския Кремъл.